# Greeny (guitarra)
Greeny és una guitarra elèctrica Gibson Les Paul Standard de 1959, que porta el nom del seu primer propietari famós, Peter Green que la feu servir entre 1964/5. La guitarra va ser utilitzada durant la seva etapa a John Mayall & the Bluesbreakers i Fleetwood Mac, abans de vendre-a a Gary Moore a principis dels anys setanta. Moore va utilitzar la guitarra al llarg de la seva carrera, tant com a solista com en bandes, com Thin Lizzy. A causa de problemes financers, es va veure obligat a vendre-la el 2006, i llavors va passar per diversos col·leccionistes privats i comerciants de guitarres. El 2014, Greeny va ser adquirida pel guitarrista de Metallica Kirk Hammett, que des de llavors l'ha utilitzat tant a l'estudi com durant les actuacions en directe.
La guitarra és coneguda pel seu to únic fora de fase, que és el resultat d'un imant invertit a la pastilla del coll. Aquest so s'ha tornat molt sol·licitat entre els guitarristes, tant és així que girar l'imant a la pastilla del coll s'ha anomenat afectuosament com a "modificació Peter Green". La botiga Gibson Custom Shop va produir dues tirades limitades de rèpliques de Greeny el 2010 i el 2022, respectivament, abans que la guitarra s'afegís al catàleg bàsic de Gibson el 2023. La companyia també va llançar el model Gary Moore Les Paul Standard el 2013, que incloïa moltes de les mateixes funcions que Greeny.

## Història
La guitarra era propietat originalment del músic anglès Peter Green. La va comprar per seixanta lliures a la botiga d'instruments musicals Selmer de Londres després que li demanessin d'unir-se a la banda John Mayall & the Bluesbreakers. Green va fer el seu debut discogràfic amb la guitarra a l'àlbum del grup de 1967 A Hard Road. El disc va incloure l'instrumental "The Supernatural", que mostrava l'estil de tocar i el to de guitarra únic de Green. Després del llançament de l'àlbum, Green va formar part del grup Fleetwood Mac. Va llançar quatre àlbums amb la banda i va utilitzar la seva Les Paul àmpliament a l'estudi i durant les actuacions en directe. Molts dels primers èxits de Fleetwood Mac es van gravar amb Greeny, com ara "Oh Well", "Black Magic Woman⁣", "The Green Manalishi (With the Two Prong Crown)" i "Albatross".
El gener de 1970, Green va conèixer el guitarrista nord-irlandès Gary Moore, que era teloner de Fleetwood Mac amb la banda Skid Row. Moore considerava Green com una de les seves majors influències, i els dos aviat es van fer amics. Després de prestar la guitarra Greeny a Moore durant uns dies, Green va preguntar si la volia comprar. Moore inicialment va dubtar, pensant que no s'ho podia permetre, però Green li va dir que vengués la seva guitarra principal i li pagués el que en rebés. Llavors Moore va vendre la seva Gibson SG, per la qual va rebre 160 lliures, però Green es va negar a acceptar els diners. En canvi, Green va demanar la mateixa quantitat que havia pagat originalment per la guitarra, que era de 120 lliures. Al final, Green només va agafar 100 o 110 lliures per la guitarra. Quan Moore li va dir que podria recuperar-la en qualsevol moment, Green va respondre: "No, no te la demanaré mai".
Moore va utilitzar la guitarra àmpliament al llarg de la seva carrera tant com a solista com en altres bandes. Sobretot, la va utilitzar a Black Rose: A Rock Legend de Thin Lizzy i el seu solo amb Phil Lynott a "Parisienne Walkways", que es considera que l'autor de la cançó era Moore. Mentre era propietari de la guitarra, Moore va substituir la placa de presa així com els botons de volum i to inferiors. També va substituir els capçals de la màquina originals per claviller Sperzel. El 1995, Moore va llançar Blues for Greeny, un àlbum tribut a Peter Green, en el qual va utilitzar Greeny a tot arreu. El 2006, Moore es va veure obligat a vendre la guitarra a causa de problemes financers. La va vendre al comerciant de guitarres Phil Winfield per entre 750.000 i 1,2 milions de dòlars. Després va ser posada a la venda per Winfield per 2 milions de dòlars, després dels quals va ser propietat de diversos col·leccionistes privats.
El 2014, el guitarrista de Metallica Kirk Hammett va comprar Greeny al comerciant de guitarres Richard Henry per "menys de 2 milions de dòlars". Henry venia la guitarra en nom del llavors propietari Melvyn Franks, i Franks havia lliurat la guitarra a Henry. Anteriorment, s'havia ofert al company de banda Hammett, James Hetfield, per una "quantitat exorbitant", però ell la v rebutjar. El 2020, Hammett va declarar que va pagar menys de mig milió de dòlars per la guitarra, ja que Franks s'enfrontava a problemes financers i altres problemes als Estats Units i necessitava una venda ràpida. Hammett ha fet servir Greeny àmpliament a l'estudi i durant les actuacions en directe. El 2020, va actuar amb la guitarra en un concert homenatge a Peter Green organitzat per Mick Fleetwood al London Palladium.

## To de la guitarra
La guitarra Greeny és coneguda pel seu to únic, que ha estat qualificat de "màgic" per nombroses publicacions i altres músics. La guitarra està equipada amb pastilles PAF. Al començament de la seva carrera, Green va intentar emular el to d'⁣Eric Clapton eliminant la pastilla del coll. Finalment, la va tornar a col·locar, però cap enrere per error. Això va donar a la guitarra el seu to fora de fase "distintament nasal" quan l'interruptor selector de captació està a la posició mitjana. Kirk Hammett ho va descriure com "un Strat a través d'un amplificador Marshall de 100 watts". La pastilla del coll també inclou un imant d'alnico girat, que es creu que és un error de fàbrica o una modificació del mercat de recanvi. El coll de la guitarra s'ha trencat dues vegades, cosa que Hammett creu que també ha afectat el seu to. Peter Green, però, va sentir que no hi havia res especial sobre la guitarra o el seu so. També va afirmar que no sabia què volia dir ni tan sols "fora de fase".
El 1994, Gary Moore es va apropar a Jol Dantzig de Hamer Guitars per construir una guitarra personalitzada de doble pastilla humbucker inspirada en Greeny. Mentre inspeccionava les pastilles, Dantzig va utilitzar una brúixola per mesurar la polaritat magnètica de les pastilles. Va descobrir que les pastilles estaven magnèticament desfasades, amb un imant orientat de nord a sud mentre que l'altre estava orientat de sud a nord. Segons Andy Ellis de la revista Guitar Player, el canvi de fase generat magnèticament respon als canvis de to, donant a les notes agudes un "crit buit pronunciat".
El 2021, es va descobrir que el president de la marca Gibson, Cesar Gueikian, era propietari d'una Les Paul amb el número de sèrie seqüencial del de Greeny. La guitarra, sobrenomenada "Gemini", porta el número de sèrie 9 2204, mentre que Greeny és 9 2208. No es van fabricar altres guitarres entremig, sinó que els números de sèrie pertanyien als amplificadors Skylark fabricats per Gibson. Gueikian i Hammett creuen que les dues guitarres es van construir al mateix temps amb la mateixa peça de fusta. Tot i que la guitarra de Gueikian no té la pastilla del coll invertida, Hammett va assenyalar que el seu to és notablement similar al de Greeny.
A causa de la configuració única de la pastilla de la guitarra, girar la pastilla del coll s'ha conegut com "el mod Peter Green". El 2022, Monty's Guitars va llançar les humbuckers Bethnal Green, que es van modelar a partir de les pastilles de Greeny, que el cap de l'empresa Matt Gleeson va tenir l'oportunitat d'estudiar personalment. Aquell mateix any, Seymour Duncan va llançar les humbuckers Green Magic, que es van inspirar de manera similar en les pastilles de la Greeny. El 2023, Gibson va llançar el conjunt Greenybucker, que són les pastilles incloses a la línia Greeny de Kirk Hammett.

## Reproduccions

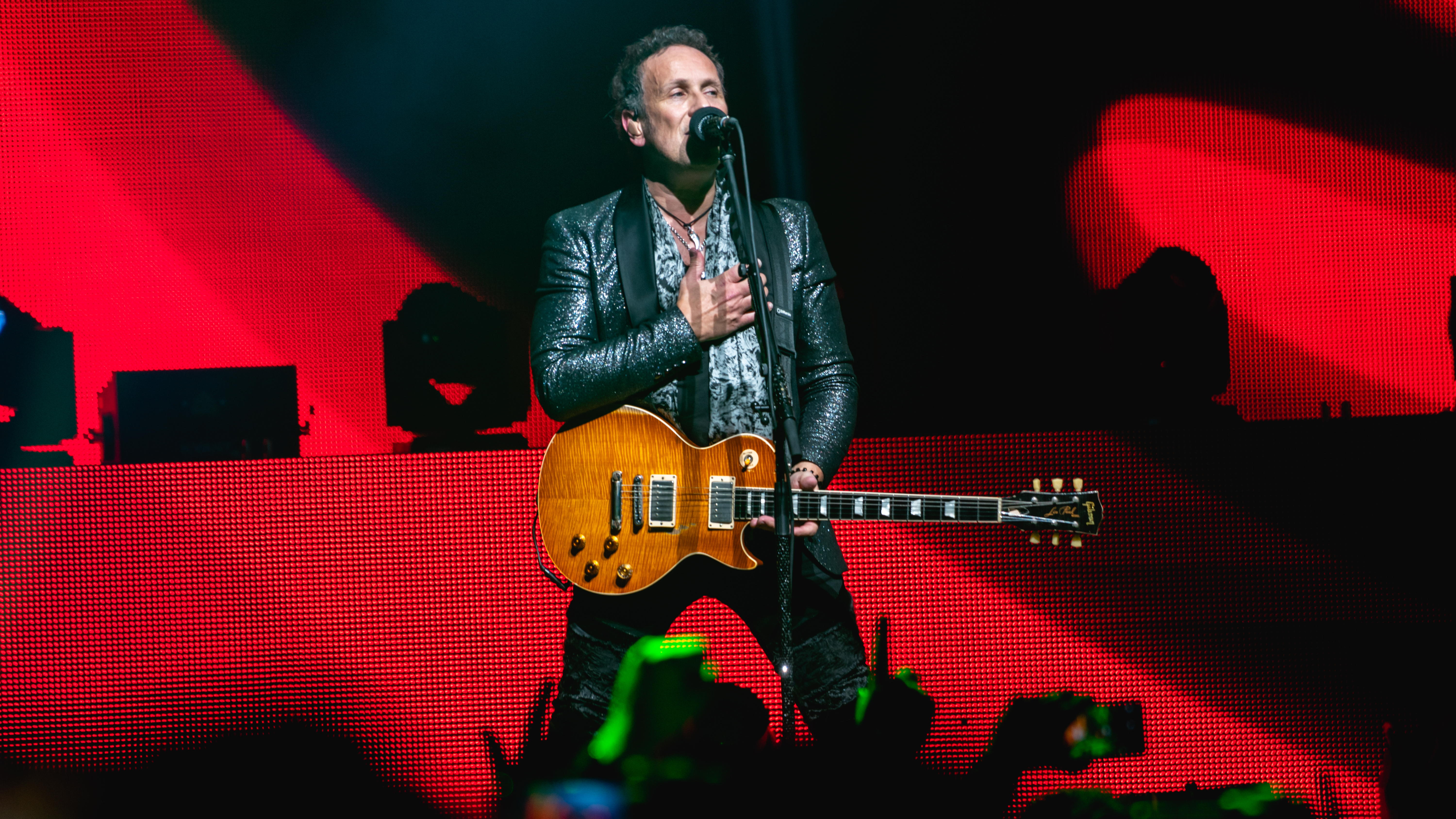
Vivian Campbell amb la seva rèplica personalitzada de Greeny

El 2010, Gibson Custom Shop va llançar la sèrie Collector's Choice, que incloïa una sèrie limitada de rèpliques basades en Greeny. Una versió de la prova d'artista propietat de Moore es va subhastar després de la seva mort el 2011. El 2013, Gibson va llançar el model Gary Moore Les Paul Standard, que incloïa una sèrie de característiques inspirades en Greeny, com ara un perfil del coll dels anys 50, botons de volum i to no coincidents i un cos de caoba rematat amb una part superior d'auró de grau AA. El guitarrista de Def Leppard Vivian Campbell posseeix una rèplica personalitzada de Greeny, sobrenomenada "Gary" després de la de Gary Moore.
El 2020, Gibson va proporcionar a Hammett una rèplica personalitzada de Greeny. L'any següent, la companyia va anunciar una associació de marca amb Hammett, que inclourà una línia de models signats Gibson i Epiphone. El 2022, Gibson va llançar l'edició de col·leccionista Kirk Hammett "Greeny" 1959 Les Paul Standard, un model limitat a 50 unitats i només disponible directament a través de Gibson. La guitarra és una rèplica exacta de Greeny, feta a mà per la Gibson Custom Shop amb l'envelliment del Murphy Lab. Amb un preu de 50.000 dòlars, es coneix que d'entre els que n'han adquirit un exemplar hi havia el guitarrista de Tool Adam Jones i l'actor Jason Momoa. El 2023, Gibson va afegir dos models més a la línia Greeny: un de Custom Shop i l'altre de Gibson USA. També es va publicar una versió d'Epiphone.